# Verski center gluhih in naglušnih
Verski center gluhih in naglušnih je rimskokatoliška ustanova, ki deluje v okviru župnije Ljubljana - Šiška. Center je leta 1970 ustanovil frančiškanski pater Jakob Bijol, ki je center vodil vse do smrti leta 2001; takrat ga je zamenjal sedanji vodja centra pater Bogdan Knavs.
V okviru centra tako organizirajo:
- redna mesečna srečanja
- svete maše ob praznikih (božič, velika noč, ...)
- vsaka nedeljska maša ob 9. 30 uri je prevajana v znakovni jezik
- petkrat na leto izdajanje edine revije za gluhe in naglušne v Sloveniji z versko vsebino z naslovom Odpri se!
- kateheza in priprava na zakramente
- poletni tabori za otroke in srednješolce iz socialno ogroženih družin
- poletni tabori za odrasle
- duhovni vikendi in romanja
- humaniterne prireditve[1]